# Saulon-la-Rue
Saulon-la-Rue é uma comuna francesa na região administrativa da Borgonha-Franco-Condado, no departamento de Côte-d'Or. Estende-se por uma área de 4,51 km². Em 2010 a comuna tinha 719 habitantes (densidade: 159,4 hab./km²).